# Evropski nalog za prijetje in predajo
Evropski nalog za prijetje in predajo (ENPP) (pogosto napačno imenovan evropski zaporni nalog) je nalog za aretacijo, ki velja na ozemlju držav članic Evropske unije.

## Zakonska (ZENPP) opredelitev
Evropski nalog za prijetje in predajo je sodna odločba, ki jo ena od držav članic izda in pošlje (odreditvena država) drugi državi članici (izvršitvena država) z namenom, da se oseba, ki je navedena v nalogu (zahtevana oseba) prime in preda državi, ki je nalog izdala. 
Pravna podlaga: Okvirni sklep o Evropskem nalogu za prijetje in postopkih predaje med državami članicami (13. junija 2002). V Sloveniji je bil najprej sprejet implementacijski zakon Zakon o evropskem nalogu za prijetje in predajo, nato pa je bil s sprejetjem Zakona o sodelovanju v kazenskih zadevah z državami članicami Evropske unije (ZSKZDČEU) stari zakon razveljavljen. Subsidiarno se za ta institut uporabljata Zakon o kazenskem postopku in Zakon o izvrševanju kazenskih sankcij.
Še pred sprejetjem obeh zakonov je bil spremenjen tudi 47. člen Ustave tako, da je bila odpravljena prepoved izročanja lastnih državljanom drugim državam članicam.
ENPP nima neposredne zveze z zaporom (zato je poimenovanje v naslovu napačno), saj zahtevana oseba pogosto ni v zaporu in seveda tudi ni nujno, da bo končala v zaporu. Cilj postopkov ENPP je poenostavljenje in pospešitev tradicionalnih postopkov predaje (ekstradicije), ki so prej veljali med različnimi državami na podlagi mednarodnih pogodb. V ta namen so bile sprejete bistvene novosti. Prva je ta, da se v postopkih predaje, ki so nadomestili prejšnjo izročitev preskoči t. i. politična faza oz. diplomatska faza, ki je prej potekala preko Ministrstev za pravosodje. Druga velika novost je bila oprava prepovedi izročanja lastnih državljanov. Tretja pa je odprava nekaterih klasičnih varovalk ekstradicijskega postopka kot: (1) delna odprava preverjanja načela dvojne kaznivosti; (2) odprava preverjanja dokazne podlage; (3) odprava preverjanja vprašanja, ali bo prišlo v postopku do kršitve človekovih pravic (e. g. diskriminacija, pregon v politične namene).

## Opis
Organom pregona omogoča aretacijo osumljencev brez dolgotrajnih postopkov tradicionalnega izročanja. 
Nalog zajema 32 hujših kaznivih dejanj, za katere so predvidene najmanj triletne zaporne kazni. Nekatera od vključenih kaznivih dejanj so:
- rasizem in ksenofobija,
- trgovina z ljudmi,
- otroška pornografija,
- trgovina s prepovedanimi drogami,
- korupcija,
- trgovino z ogroženimi živalskimi in rastlinskimi vrstami,
- trgovina s človeškimi organi,
- trgovina s kulturnimi dobrinami,
- trgovina z ukradenimi vozili,
- posilstvo in
- požig.

## Postopek
V postopku sodelujejo trije organi:

a.	Odreditveni pravosodni organ (organ države članice, pristojen za odreditev naloga; v Sloveniji je to kazensko sodišče);

b.	Izvršitveni pravosodni organ (organ države članice, pristojen za izvedbo postopka za predajo; v Sloveniji je to kazensko sodišče) in

c.	Centralni pravosodni organ (organ države članice, pristojen za pošiljanje in prejemanje nalogov in za vso s tem povezano uradno korespondenco; v Sloveniji je to Ministrstvo za pravosodje).
Na poseben obrazec za nalog se navedejo podatki o zahtevani osebi, odreditvenem sodišču in kaznivem dejanju. Nalog se pošlje neposredno izvršitvenemu organu ali pa posredno po policiji in Interpolu.
Osebo, ki je bila predana Sloveniji, se ne sme izročiti državi, ki ni članica EU, brez soglasja države članice, ki je osebo predala. 